# Santo Domingo (Ilocos Sur)
Santo Domingo  (Bayan ng Santo Domingo) es un municipio filipino de tercera categoría perteneciente a  la provincia de Ilocos del Sur en la Región Administrativa de Ilocos, también denominada Región I.

## Barangays
Santo Domingo se divide, a los efectos administrativos, en 33 barangayes o barrios, conforme a la siguiente relación:
| - Binalayangan - Binongan - Borobor - Cabaritan - Cabigbigaan - Calautit - Calay-ab - Camestizoan - Casili - Flora - Lagatit - Laoingen | - Lussoc - Nalasin - Nagbettedan - Naglaoa-an - Nambaran - Nanerman - Napo - Padu Chico - Padu Grande - Paguraper - Panay - Pangpangdan | - Parada - Paras - Población - Puerta Real - Pussuac - Quimmarayan - San Pablo - Santa Cruz - Santo Tomas - Sived - Vacunero - Suksukit |